# Unzué
Unzué (Baskisch: Untzue) is een gemeente in de Spaanse provincie en regio Navarra met een oppervlakte van 19 km². Unzué telt 129 inwoners (1 januari 2016).
De gemeente maakt deel uit van de Merindad de Olite. De gemeente ligt in de niet-Baskischsprekende zone, volgens de Ley Foral del Vascuence die de status van de Baskische taal in Navarra reguleert.

## Demografische ontwikkeling

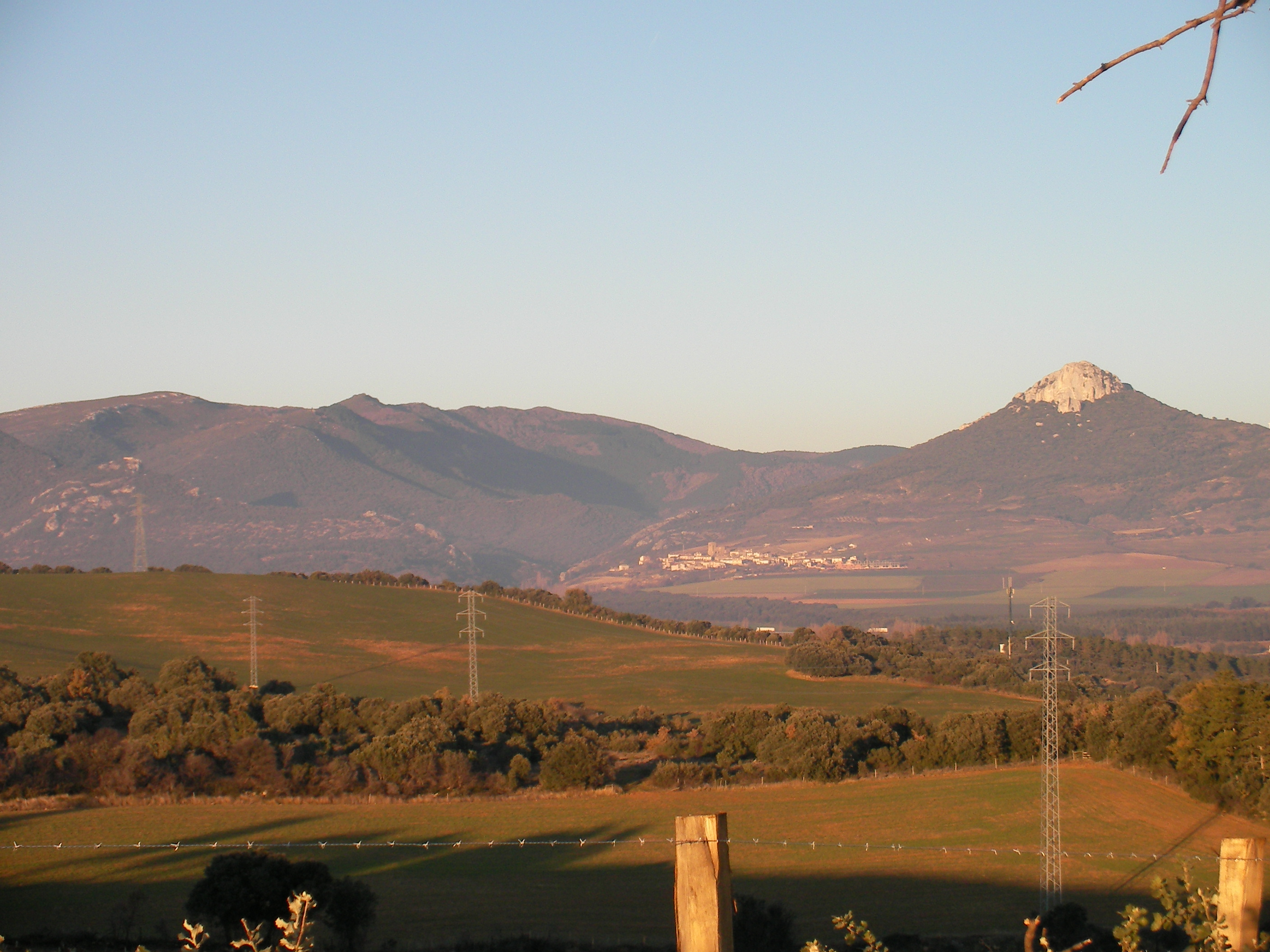

Bron: INE, 1857-2011: volkstellingen
Abáigar · 
Abárzuza · 
Abaurregaina/Abaurrea Alta · 
Abaurrepea/Abaurrea Baja · 
Aberin · 
Ablitas · 
Adiós · 
Aguilar de Codés · 
Aibar/Oibar · 
Allín · 
Allo · 
Altsasu/Alsasua · 
Améscoa Baja · 
Ancín/Antzin · 
Andosilla · 
Añorbe · 
Ansoáin/Antsoain · 
Anue · 
Aoiz/Agoitz · 
Araitz · 
Arakil · 
Aranarache/Aranaratxe · 
Aranguren · 
Arano · 
Arantza · 
Aras · 
Arbizu · 
Arce/Artzi · 
Los Arcos · 
Arellano · 
Areso · 
Arguedas · 
Aria · 
Aribe · 
Armañanzas · 
Arróniz · 
Arruazu · 
Artajona · 
Artazu · 
Atez · 
Auritz/Burguete · 
Ayegui/Aiegi · 
Azagra · 
Azuelo · 
Bakaiku · 
Barañain · 
Barásoain · 
Barbarin · 
Bargota · 
Barillas · 
Basaburua · 
Baztan · 
Beintza-Labaien · 
Beire · 
Belascoáin · 
Bera · 
Berbinzana · 
Beriáin · 
Berrioplano · 
Berriozar · 
Bertizarana · 
Betelu · 
Bidaurreta · 
Biurrun-Olcoz · 
Buñuel · 
Burgui/Burgi · 
Burlada/Burlata · 
El Busto · 
Cabanillas · 
Cabredo · 
Cadreita · 
Caparroso · 
Cárcar · 
Carcastillo · 
Cascante · 
Cáseda · 
Castejón · 
Castillonuevo · 
Cendea de Olza/Oltza Zendea · 
Cintruénigo · 
Cirauqui/Zirauki · 
Ciriza · 
Cizur · 
Corella · 
Cortes · 
Desojo · 
Dicastillo · 
Donamaria · 
Doneztebe/Santesteban · 
Echarri · 
Egüés · 
Elgorriaga · 
Enériz/Eneritz · 
Eratsun · 
Ergoiena · 
Erro · 
Eslava · 
Esparza de Salazar/Espartza Zaraitzu · 
Espronceda · 
Estella/Lizarra · 
Esteribar · 
Etayo · 
Etxalar · 
Etxarri-Aranatz · 
Etxauri · 
Eulate · 
Ezcabarte · 
Ezcároz/Ezkaroze · 
Ezkurra · 
Ezprogui · 
Falces · 
Fitero · 
Fontellas · 
Funes · 
Fustiñana · 
Galar · 
Gallipienzo · 
Gallués/Galoze · 
Garaioa · 
Garde · 
Garínoain · 
Garralda · 
Genevilla · 
Goizueta · 
Goñi · 
Güesa/Gorza · 
Guesálaz/Gesalatz · 
Guirguillano · 
Hiriberri/Villanueva de Aezcoa · 
Huarte/Uharte · 
Ibargoiti · 
Igantzi · 
Igúzquiza · 
Imotz · 
Irañeta · 
Irurtzun · 
Isaba/Izaba · 
Ituren · 
Iturmendi · 
Iza/Itza · 
Izagaondoa · 
Izalzu/Itzaltzu · 
Jaurrieta · 
Javier · 
Juslapeña · 
Lakuntza · 
Lana · 
Lantz · 
Lapoblación · 
Larraga · 
Larraona · 
Larraun · 
Lazagurría · 
Leache · 
Legarda · 
Legaria · 
Leitza · 
Lekunberri · 
Leoz/Leotz · 
Lerga · 
Lerín · 
Lesaka · 
Lezáun · 
Liédena · 
Lizoáin-Arriasgoiti · 
Lodosa · 
Lónguida/Longida · 
Lumbier · 
Luquin · 
Luzaide/Valcarlos · 
Mañeru · 
Marañón · 
Marcilla · 
Mélida · 
Mendavia · 
Mendaza · 
Mendigorría · 
Metauten · 
Milagro · 
Mirafuentes · 
Miranda de Arga · 
Monreal · 
Monteagudo · 
Morentin · 
Mues · 
Murchante · 
Murieta · 
Murillo el Cuende · 
Murillo el Fruto · 
Muruzábal · 
Navascués · 
Nazar · 
Noáin (Valle de Elorz)/Noain (Elortzibar) · 
Obanos · 
Ochagavía/Otsagabia · 
Oco · 
Odieta · 
Oitz · 
Olaibar · 
Olazti/Olazagutía · 
Olejua · 
Olite/Erriberri · 
Ollo · 
Olóriz/Oloritz · 
Orbaitzeta · 
Orbara · 
Orísoain · 
Orkoien · 
Oronz/Orontze · 
Oroz-Betelu/Orotz-Betelu · 
Orreaga/Roncesvalles · 
Oteiza · 
Pamplona/Iruña · 
Peralta/Azkoien · 
Petilla de Aragón · 
Piedramillera · 
Pitillas · 
Puente la Reina/Gares · 
Pueyo · 
Ribaforada · 
Romanzado · 
Roncal/Erronkari · 
Sada · 
Saldías · 
Salinas de Oro/Jaitz · 
San Adrián · 
San Martín de Unx · 
Sangüesa/Zangoza · 
Sansol · 
Santacara · 
Sarriés/Sartze · 
Sartaguda · 
Sesma · 
Sorlada · 
Sunbilla · 
Tafalla · 
Tiebas-Muruarte de Reta · 
Tirapu · 
Torralba del Río · 
Torres del Río · 
Tudela · 
Tulebras · 
Ucar · 
Uharte-Arakil · 
Ujué · 
Ultzama · 
Unciti · 
Unzué · 
Urdazubi/Urdax · 
Urdiain · 
Urraul Alto · 
Urraul Bajo · 
Urrotz · 
Urroz-Villa · 
Urzainqui/Urzainki · 
Uterga · 
Uztárroz/Uztarroze · 
Valle de Yerri/Deierri · 
Valtierra · 
Viana · 
Vidángoz/Bidankoze · 
Villafranca · 
Villamayor de Monjardín · 
Villatuerta · 
Villava/Atarrabia · 
Yesa · 
Zabalza/Zabaltza · 
Ziordia · 
Zizur Mayor/Zizur Nagusia · 
Zubieta · 
Zugarramurdi · 
Zúñiga